# Kilden teater- og koncerthus
58°8′20.814″N 7°59′49.726″Ø / 58.13911500°N 7.99714611°Ø
Kilden teater- og konserthus for Sørlandet er et teater og koncerthus på Odderøya i Kristiansand i Norge.

## Selskabet
Huset bygges og ejes af selskabet «Kilden teater- og konserthus for Sørlandet IKS» med Kristiansand kommune (80%) og Vest-Agder fylkeskommune (20%) som ejere. Selskabet blev etableret i 2003 og navnet givet i 2006. Selskabet Kilden Drift AS skal stå for driften.

## Huset
Arbejdet med byggeriet startet i 2007, og kronprinsesse Mette-Marit af Norge nedlagde grundstenen i 2009. Åbningen er officielt 6. januar 2012. Arkitekt er finske ALA Architects, og AF-Gruppen er hovedentreprenør. Huset haver et bruttoareal på 16 000 kvadratmeter og et rumfang på 128.000 kubikmeter. Huset kostede næsten 1,7 milliarder norske kroner.

## Sale
Huset haver fire sale:
- Koncertsalen med 1 185 siddepladser
- Teater & Operasalen med 708 siddepladser, orkestergrav med plads til 70 musikere
- Multisalen med 234 siddepladser eller 400 ståpladser
- Intimsalen med 150 siddepladser